# Aspidogyne hylibates
Aspidogyne hylibates är en orkidéart som först beskrevs av Heinrich Gustav Reichenbach, och fick sitt nu gällande namn av Leslie Andrew Garay. Aspidogyne hylibates ingår i släktet Aspidogyne och familjen orkidéer. Inga underarter finns listade i Catalogue of Life.

## Bildgalleri

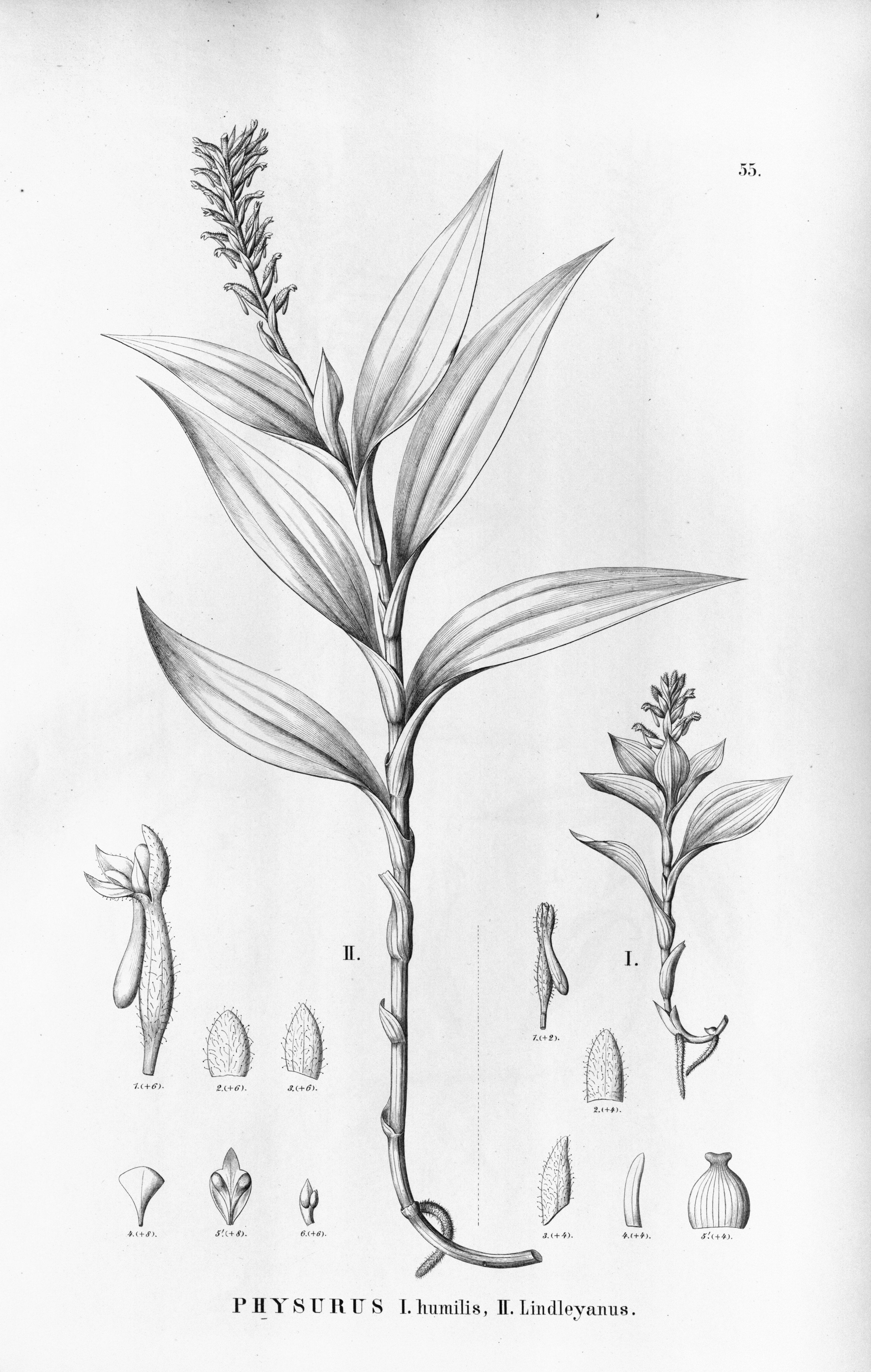